# Ústín
Ústín (deutsch Ustin, 1939–1945 Austin) ist eine Gemeinde in Tschechien. Sie liegt sieben Kilometer westlich des Stadtzentrums von Olomouc und gehört zum Okres Olomouc.

## Geographie
Ústín befindet sich am rechten Ufer des Baches Stouska gegenüber der Einmündung des Hněvotínský potok in der Obermährischen Senke (Hornomoravský úval). Nordöstlich erheben sich die Vinohrádky (263 m).
Nachbarorte sind Příkazy, Křepelka, Skrbeň und Břuchotín im Norden, Křelov und Řepčín im Nordosten, Neředín und Topolany im Osten, Hněvotín im Südosten, Lutín im Süden, Slatinice, Luběnice und Drahanovice im Südwesten, Rataje und Těšetice im Westen sowie Vojnice im Nordwesten.

## Geschichte
Die erste schriftliche Erwähnung des Dorfes Ustyn erfolgte im Jahre 1078 im Zuge der Gründung des Benediktinerklosters Hradisko durch Herzog Břetislav I. Dieser stiftete darin dem Kloster dabei die drei Vorwerkshöfe in Vstin, die er 1060 von seinem Bruder Vratislav II. erhalten hatte. Das als Rundling angelegte Dorf befand sich zu dieser Zeit im weltlichen Besitz. Im Jahre 1373 gehörte das Gut den Vladiken Šeflín, Sumplín und Hanuš von Ústín, die es an Sulík von Konice veräußerten. Dieser verkaufte schließlich den Besitz an den Hradischer Abt Teward. Seit 1378 gehörte ganz Ustyn zu den Klostergütern. Im selben Jahre wurde der Ort auch als Hustein bzw. Hustyn bezeichnet. Weitere Namensformen waren Ustin (ab 1516), Ustein (1718), Ostin (1720) und Ustinium (1771). Die Matriken werden seit 1651 in Těšetice geführt.
Nach der Aufhebung des Klosters im Zuge der Josephinischen Reformen fiel der Hradischer Anteil von Ustin 1784 dem Religionsfonds zu, der 1786 den Hof parzellieren und auf seinen Fluren an der nordöstlichen Peripherie von Ustin entlang der Straße nach Olmütz eine aus zwei Häuserreihen bestehende Kolonie angelegen ließ. Diese wurde nach dem durchführenden Wiener Hofbeamten, einem Freiherrn von Skal, als Skalow benannt. Die Siedler waren überwiegend Deutsche aus Nebotein. Sie erhielten je einen Bauplatz und drei Hektar Ackerland.
Weitere Anteile an dem Dorf hielten die Olmützer Propstei St. Mauritz und die Herrschaft Čechy pod Kosířem. 1827 kaufte Philipp Ludwig Graf Saint-Genois d’Aneaucourt die Kameralherrschaft Hradisch vom Religionsfonds. 1834 legte ein Großfeuer den ganzen Ort in Schutt und Asche. Ab 1839 wurde das Dorf Hostín und 1849 Hustín genannt. Bis zur Mitte des 19. Jahrhunderts blieb das Dorf zwischen den Herrschaften Hradisch, Čechy und der Propstei St. Mauritz geteilt.
Nach der Aufhebung der Patrimonialherrschaften bildete Hostín/Ustin mit der Ansiedlung Skalov/Skalow ab 1850 eine Gemeinde in der Bezirkshauptmannschaft Olmütz. 1865 schleppten preußische Truppen die Cholera ein. Im Jahre 1889 wurde in Hostín eine eigene Schule eingeweiht, zuvor fand der Unterricht in Těšetice statt. Die Freiwillige Feuerwehr bildete sich 1892. Der heutige Ortsname Ústín wird seit 1921 verwendet. Ab 1921 gehörte die Gemeinde zum Okres Olomouc-venkov und ab 1949 zum Okres Olomouc-okolí. 1928 wurde in Ústín eine Kanalisation angelegt und die Straße von Skalov nach Těšetice gepflastert. Während der deutschen Besetzung erhielt die Gemeinde den deutschen Namen Austin. 1961 wurde Ústín Teil des Okres Olomouc. 1976 erfolgten die Eingemeindung nach Těšetice und die Schließung der Schule. In den 1980er Jahren wurden die Häuser von Skalov, die bis dahin eine eigene Nummerierung hatten, an die Hausnummern von Ústín angeschlossen. Damit verschmolz Skalov mit Ústín. Seit 1990 bildet Ústín wieder eine eigene Gemeinde.

## Gemeindegliederung
Für die Gemeinde Ústín sind keine Ortsteile ausgewiesen. Zu Ústín gehört die Ortslage Skalov (Skalow).

## Sehenswürdigkeiten
- Steinerne Brücke über die Stouska, am südwestlichen Ortsausgang
- Historischer Gasthof „Pod žudrem“ mit Vorlaube (žudr) und Gewölbe, er wurde in der Mitte des 18. Jahrhunderts durch das Kloster Hradisko im hannakischen Stil als herrschaftliche Schänke errichtet und trug ursprünglich den Namen „U labutě“ (Zum Schwan). Zwischen 1992 und 1993 wurde das Gebäude saniert.
- Arkadenwallanlage am Gut Nr. 38
- Bildstock zwischen Ústín und Topolany, geweiht am 2. Juni 2011
- Statue des hl. Johannes von Nepomuk auf dem Dorfplatz
- Statuengruppe Pietà
- Kapelle der hl. Johannes und Paulus auf dem Dorfplatz, errichtet 1861–1862
- Kapellchen des hl. Florian an der Straße nach Těšetice
- Denkmal für die Gefallenen beider Weltkriege, geschaffen 1946 vom Bildhauer Julius Pelikán